# Zulaiê Cobra
Zulaiê Cobra Ribeiro GOMM (São José do Rio Pardo, 18 de novembro de 1943), é uma advogada, ex-apresentadora de televisão e política brasileira filiada ao Partido Liberal (PL). Pelo Partido da Social Democracia Brasileira (PSDB), foi deputada federal por São Paulo durante três mandatos, além de vereadora pela capital paulista.

## Biografia
Filha de Manuel Gonçalves Ribeiro e Maria Amélia Cobra, é viúva do economista José Maria Arbex (morto num acidente de carro em 1988), com quem teve três filhos: Fabrício, Sergei e Thiago. É irmã do preparador físico Nuno Cobra.
Formada em direito pela Pontifícia Universidade Católica de São Paulo (1965-1969), Zulaiê foi a primeira mulher eleita para o Conselho da Ordem dos Advogados do Brasil seccional de São Paulo (OAB/SP). Foi candidata à vice-presidência da OAB/SP na chapa encabeçada por José Roberto Batochio, que perdeu a eleição.
Zulaiê apresentou o programa de televisão Direito da Mulher na TV Record, de 1983 a 1985, quando foi para a Rede Globo, para apresentar o TV Mulher, no ano de 1987, começou a apresentar o programa SOS Mulher, na TV Manchete.
Em 1986, foi candidata a deputada federal constituinte pelo Partido do Movimento Democrático Brasileiro de São Paulo, obtendo mais de 26 mil votos, mas não foi eleita. Participou ativamente da fundação do Partido da Social Democracia Brasileira em 1988, quando se aproximou do então senador Mário Covas. Em 1990, foi candidata a vice-governadora de São Paulo, na chapa encabeçada por Covas, mas a eleição foi vencida por Luiz Antonio Fleury Filho.
Em 1992, Zulaiê pleiteou a candidatura do PSDB à prefeitura de São Paulo, mas retirou seu nome na convenção, abrindo espaço para Fábio Feldmann. Na eleição municipal de 1992, foi eleita vereadora na cidade de São Paulo.
Em 1994, foi eleita deputada federal pelo PSDB, tendo sido reeleita por mais duas vezes pela mesma legenda. Em 1998, com mais de 60 mil votos, foi primeira suplente de deputado federal, tendo logo assumido o mandato em razão das licenças de parlamentares paulistas. No mesmo ano, com a morte do deputado Franco Montoro, assumiu definitivamente o mandato de deputada federal.
Em 2002, com mais de 120 mil votos, Zulaiê foi reeleita deputada federal pelo PSDB de São Paulo. Na mesma legislatura, foi eleita presidente da Comissão de Relações Exteriores e Defesa Nacional da Câmara Federal. Em 2003, Zulaiê foi admitida pelo presidente Luiz Inácio Lula da Silva à Ordem do Mérito Militar no grau de Grande-Oficial especial.
Em suas passagens pela Câmara dos Deputados, Zulaiê foi presidente da Comissão Permanente de Relações Exteriores e de Defesa Nacional e  também  da Comissão Especial da PEC nº 534/02 sobre Guardas Municipais; primeira vice-presidente da Comissão Especial na Convenção da ONU contra Corrupção; segunda vice-presidente da Comissão Especial sobre Nepotismo; terceira vice-presidente da Comissão Permanente de Constituição e Justiça e de Redação; relatora da Reforma do Poder Judiciário na Câmara Federal e  também  da Comissão Especial PEC nº 96/92 sobre Modificações na Estrutura do Poder Judiciário.
Foi titular da Comissão Permanente de Segurança Pública e Combate ao Crime Organizado; titular da Comissão Permanente de Constituição e Justiça e de Redação; titular da Comissão Permanente de Legislação Participativa; titular da Comissão Especial PEC nº 151/95 sobre Segurança Pública; titular da Comissão Especial PEC nº 513/97 sobre os Poderes de Investigação para Perda de Mandato; titular da Comissão Especial PEC nº20/95 sobre o Parlamentarismo; titular da Comissão Especial PEC nº25/95 que modifica caput do Artigo 5º da Constituição Federal sobre a Inviolabilidade do Direito à Vida; titular da Comissão Especial para Acesso a Informações Sigilosas; titular da Comissão Especial sobre Cassinos no Brasil; titular da Comissão Especial sobre Combate à Violência; titular da Comissão Especial sobre a Lei de Adoção; titular da Comissão Especial sobre Implementação das Decisões da IV Conferência Mundial da Mulher; titular da Comissão Especial sobre a Reforma do Regimento Interno da Câmara dos Deputados.
Em 2006, Zulaiê foi candidata a primeira suplente de senador na chapa encabeçada por Guilherme Afif Domingos na coligação do PSDB e Partido da Frente Liberal (PFL); por não conseguir uma colocação do partido e com a derrota de Afif para Eduardo Suplicy, ela se desfiliou do partido, criticando a fraca oposição que este fazia ao então governista Partido dos Trabalhadores (PT).
Apresentou, até maio de 2016, o programa A Hora É Agora, na Rádio Globo AM de São Paulo, ao lado do radialista Rony Magrini, que a sucedeu na apresentação. É uma das advogadas que representam o empresário Pablo Russel Rocha, condenado em 2016, por homicídio triplamente qualificado – motivo fútil, uso de recurso que impossibilitasse a defesa da vítima e meio cruel - cometido em 1998. Selma Heloísa Artigas da Silva morreu depois de ser arrastada por cerca de dois quilômetros pelas ruas de Ribeirão Preto, tendo seu braço esquerdo amarrado com o cinto de segurança do carro do empresário. Selma tinha 22 anos, era mãe de dois filhos e estava grávida do terceiro.A  defesa recorreu ao Tribunal de Justiça para que Pablo pudesse recorrer em liberdade. Assim, após uma semana, Pablo foi solto.

## Desempenho eleitoral
| Ano  | Eleição                | Cargo                    | Partido                                         | Partido | Coligação                                                  | Titular            | Votos para Zulaiê | Votos para Zulaiê | Votos para Zulaiê | Resultado  | Ref    |
| Ano  | Eleição                | Cargo                    | Partido                                         | Partido | Coligação                                                  | Titular            | Total             | %                 | P.                | Resultado  | Ref    |
| ---- | ---------------------- | ------------------------ | ----------------------------------------------- | ------- | ---------------------------------------------------------- | ------------------ | ----------------- | ----------------- | ----------------- | ---------- | ------ |
| 1986 | Estadual de São Paulo  | Deputada Federal         |                                                 | PMDB    | Partido Isolado                                            | —                  | Desconhecido      | Desconhecido      | Desconhecido      | Não Eleita |        |
| 1990 | Estadual de São Paulo  | Vice-governadora         |                                                 | PSDB    | Partido Isolado                                            | Mário Covas (PSDB) | 2.050.665         | 15,19%            | 3.ª               | Não Eleita | [ 13 ] |
| 1992 | Municipal de São Paulo | Vereadora                | Tudo por São Paulo (PSDB, PV)                   | PSDB    | —                                                          | 22.620             | 0,41%             | 9.ª               | Eleita            | [ 14 ]     |        |
| 1994 | Estadual de São Paulo  | Deputada Federal         | Compromisso com São Paulo(PSDB, PFL)            | PSDB    | —                                                          | 46.483             | 0,25%             | 49.ª              | Eleita            | [ 15 ]     |        |
| 1998 | Estadual de São Paulo  | Deputada Federal         | São Paulo no Rumo Certo (PSDB, PTB, PSD)        | PSDB    | —                                                          | 63.136             | 0,40%             |                   | Não Eleita        | [ 16 ]     |        |
| 2002 | Estadual de São Paulo  | Deputada Federal         | São Paulo em Boas Mãos (PSDB, PFL, PSD)         | PSDB    | —                                                          | 134.776            | 0,69%             | 32.ª              | Eleita            | [ 17 ]     |        |
| 2006 | Estadual de São Paulo  | 1.ª Suplente de Senadora | Compromisso com São Paulo (PSDB, PFL, PTB, PPS) | PSDB    | Afif Domingos (PFL)                                        | 8.212.177          | 43,70%            | 2.ª               | Não Eleita        | [ 18 ]     |        |
| 2010 | Estadual de São Paulo  | Deputada Federal         |                                                 | DEM     | Unidos por São Paulo (PSDB, DEM, PMDB, PPS, PSC, PHS, PMN) | —                  | 46.494            | 0,25%             |                   | Não Eleita | [ 19 ] |